# 桑瑟姆群島
69°42′32″S 73°44′50″E / 69.70889°S 73.74722°E
桑瑟姆群島，是南極洲的群島，位於伊利沙伯女皇地，處於卡洛琳米科爾森山西北面24公里，根據挪威探險隊拍攝的空中照片繪入地圖，現時由南極條約體系管理。